# Rowing Club Argentino

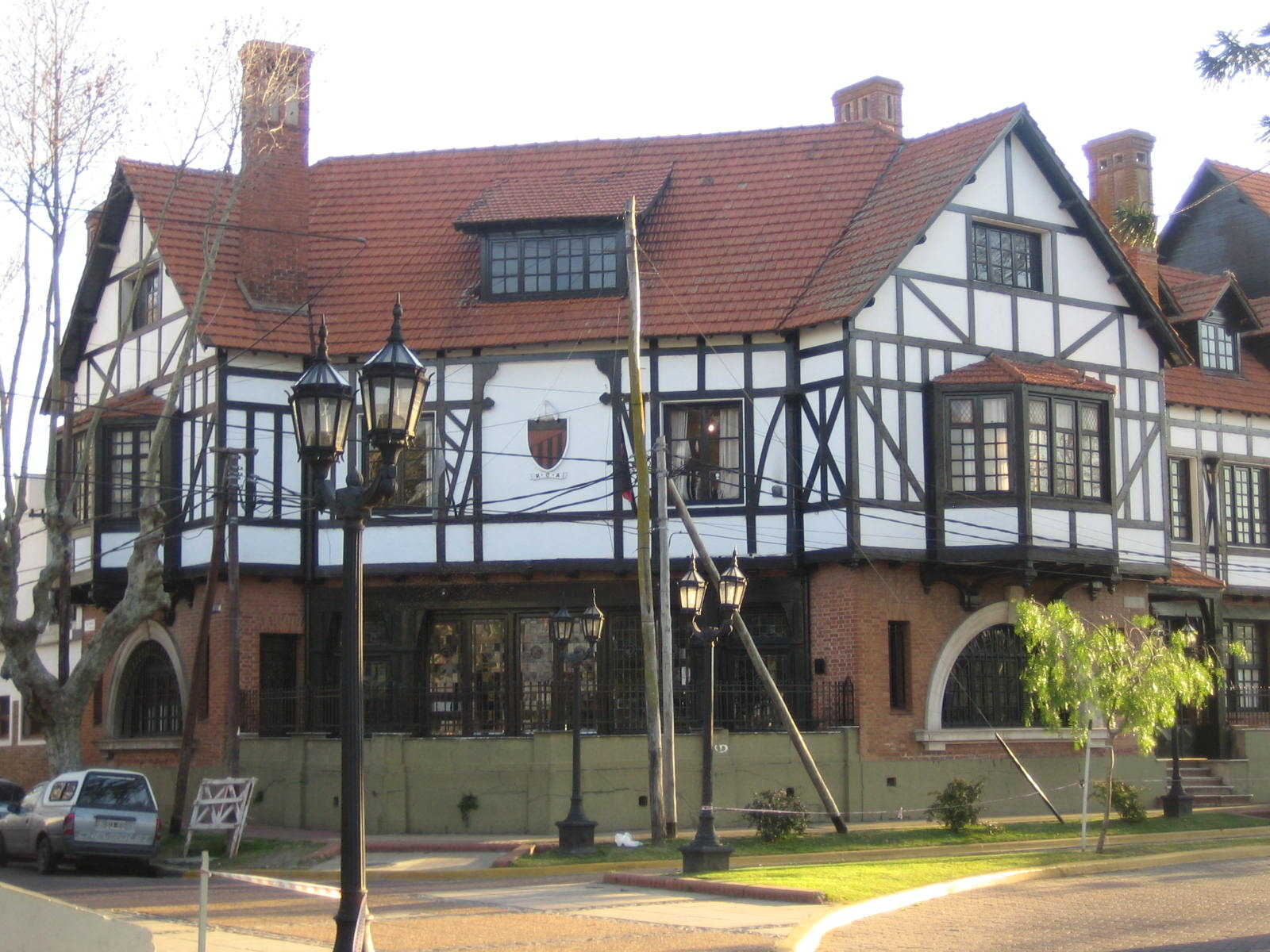
Sede central del Club.

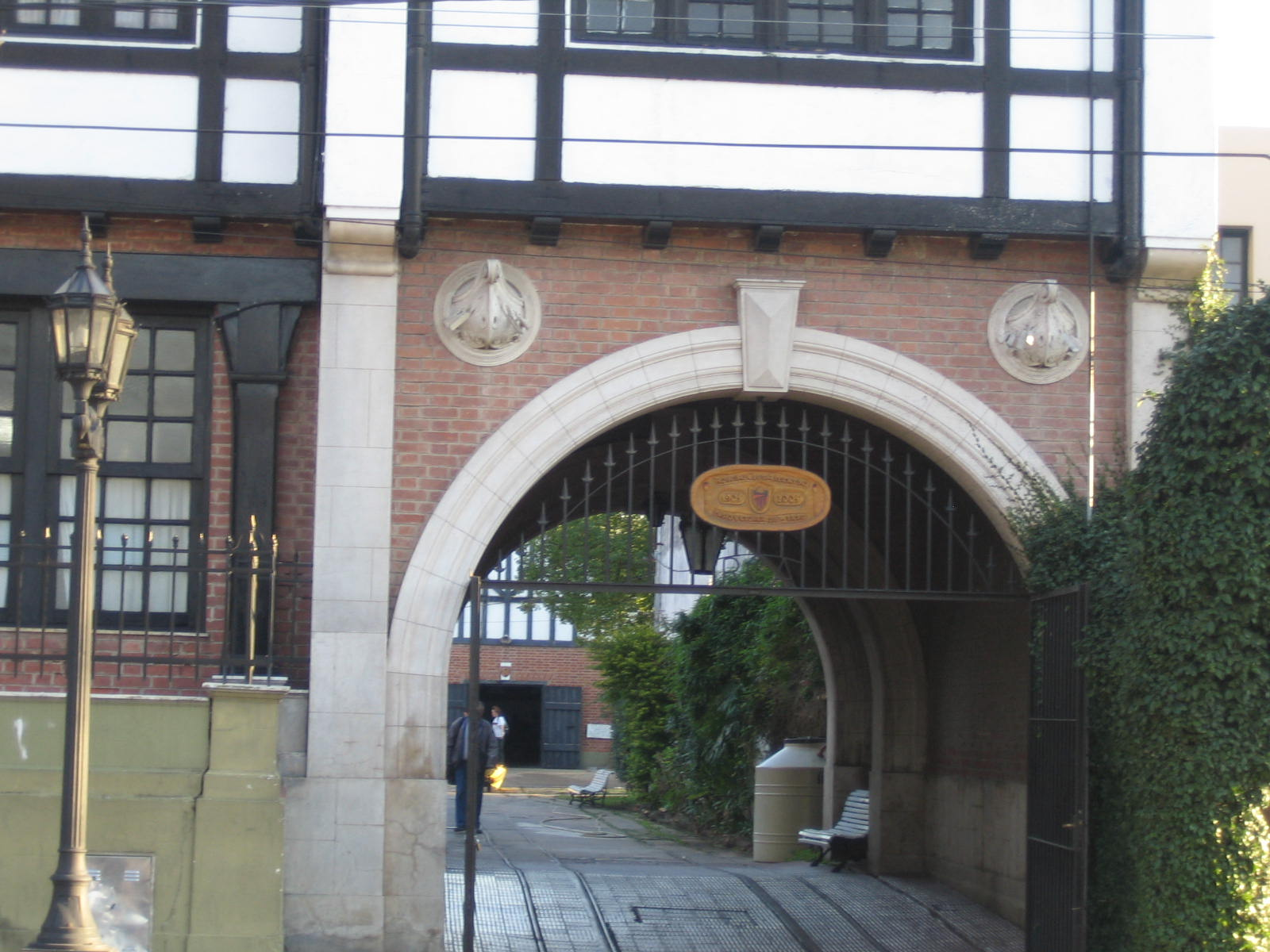
Entrada al almacén de botes.

El Rowing Club Argentino es un club privado con fines deportivos situado en la ciudad de Tigre en la Provincia de Buenos Aires a unos 30 km de la ciudad de Buenos Aires, Argentina.

## Historia
El "Rowing Club Argentino" fue fundado en Buenos Aires el 14 de abril de 1905. En oficinas de Ernesto Tornquist  se reunieron los fundadores del club: Henry M. Edye, Samuel Kay (h), Henry B. Elliot, Jorge F. Elliot, Ramón L. de Oliveira César, Martin E. Miguens, Ernesto C. Simons y Enrique Jorge para dejar constituidas las bases de una nueva institución dedicada al fomento del remo y convocar, a la vez, a una asamblea, a los aficionados que simpatizaban con este propósito. Cuatro de los fundadores eran socios del Buenos Aires Rowing Club y cuatro del Tigre Boat Club.
Reuniones previas a la fundación determinaron el sentido que tendría la institución: la práctica del remo. 
Constituida la asamblea se decide fundar el club. 
- El 15 de septiembre del mismo año, la comisión directiva aprueba la compra del terreno que ocupa el local social a orillas del Río Luján.

- En 1920 fue colocada la piedra fundamental del nuevo edificio social.

- En 1922 tuvo lugar la inauguración del edificio de la nueva sede social.

- El 22 de noviembre de 1950 fue un día muy triste para los socios del Rowing Club Argentino. Un incendio que amenazó con destruir por completo el local social se convirtió en un hito en la historia del club.

- En 1961 se pudo terminar con la reconstrucción de las instalaciones. Un trabajo delicado devolvió al club su estilo y prestancia del pasado, aunque sin poder recuperar la característica torre que identificaba la esquina de Paseo Victorica y Oliveira Cezar y que servía como torre de transmisión de las emisoras radiales que en aquella época transmitían en directo las regatas que se realizaban en el río Luján.

- Aparte del incendio del año 50 el club sufrió en 1976 la caída de una avioneta sobre sus techos.[3]

## Actividades deportivas
El club se especializa en el remo, como muchos de los clubes de la zona, por lo que posee un gran galpón donde se almacenan los botes de alquiler.
El club cuenta además con infraestructura para realizar estos deportes:
- Natación
- Paleta frontón
- Remo
- Tenis